# فرخ قریشی
فرخ قریشی (زادهٔ ۱۳ نوامبر ۱۹۵۱) یک بازیکن فوتبال است.